# William Dunn (cầu thủ bóng đá)
William Dunn (tháng 7 năm 1877 – không rõ) là một cầu thủ bóng đá người Anh. Ông thường thi đấu ở vị trí ở vị trí tiền đạo.  Sinh ra ở Middlesbrough, he thi đấu cho South Bank và Manchester United.